# Artukainen
Artukainen est un quartier du district Pansio-Jyrkkälä à Turku en Finlande,.

## Description
Artukainen est un quartier de l'ouest de Turku, à environ cinq kilomètres du centre-ville.
Artukainen concentre de nombreuses usines des industries chimiques, de l'imprimerie, alimentaires et pharmaceutiques.
En 1935, le premier aéroport terrestre de Finlande, l'aéroport d'Artukainen, a été construit à Artukainen pour remplacer l'hydroport de Ruissalo.
L'aéroport d'Artukainen a été utilisé jusqu'à l'ouverture de  l'aéroport de Turku en 1955. 
De nos jours, le site des pistes de l'aéroport d'Artukainen abrite, entre autres, le parc des expositions et centre de congrès de Turku, l'école d'équitation Artukainen et le centre Gatorade.

## Galerie

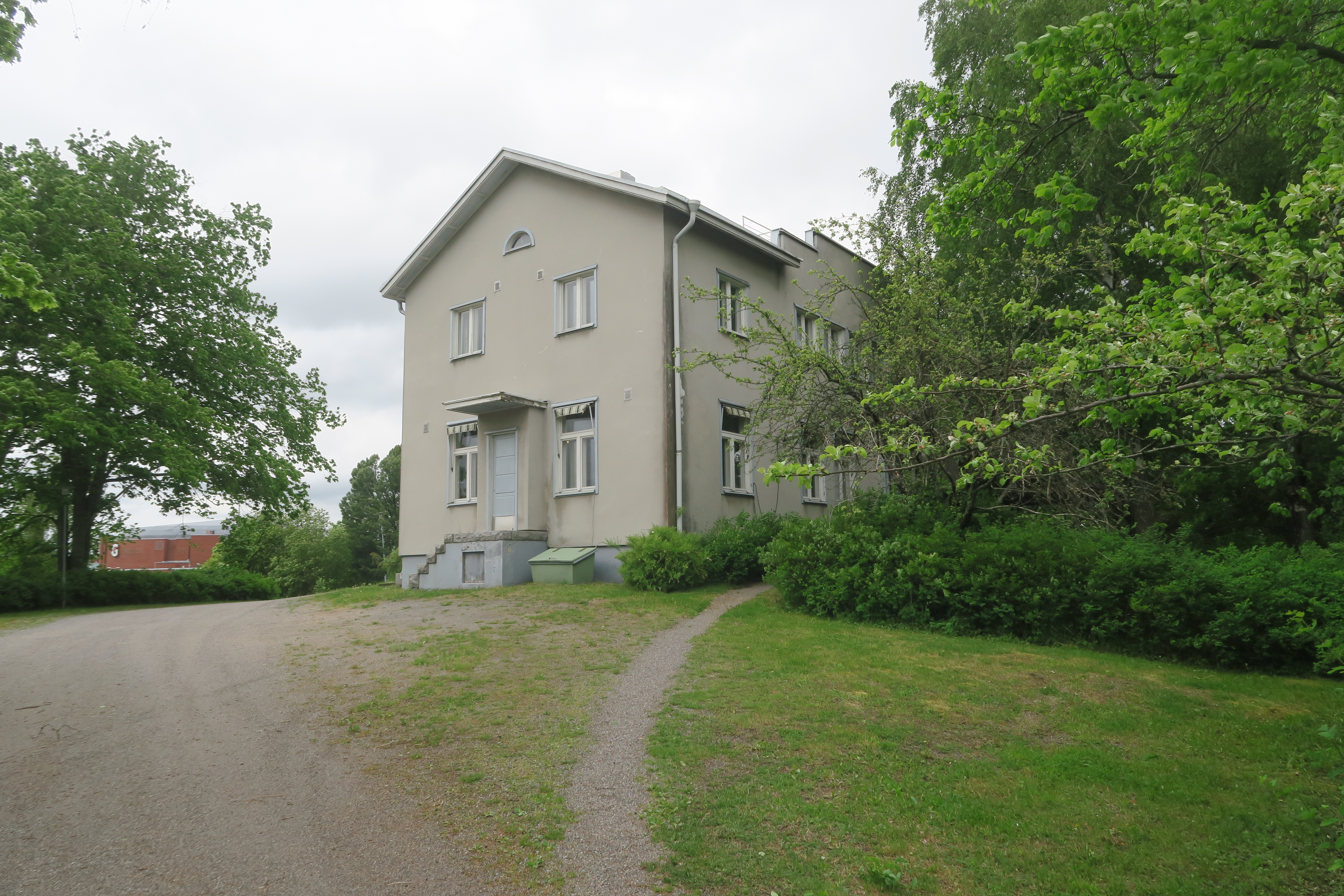
Bâtiment de  l'aérodrome d'Artukainen en 2020.
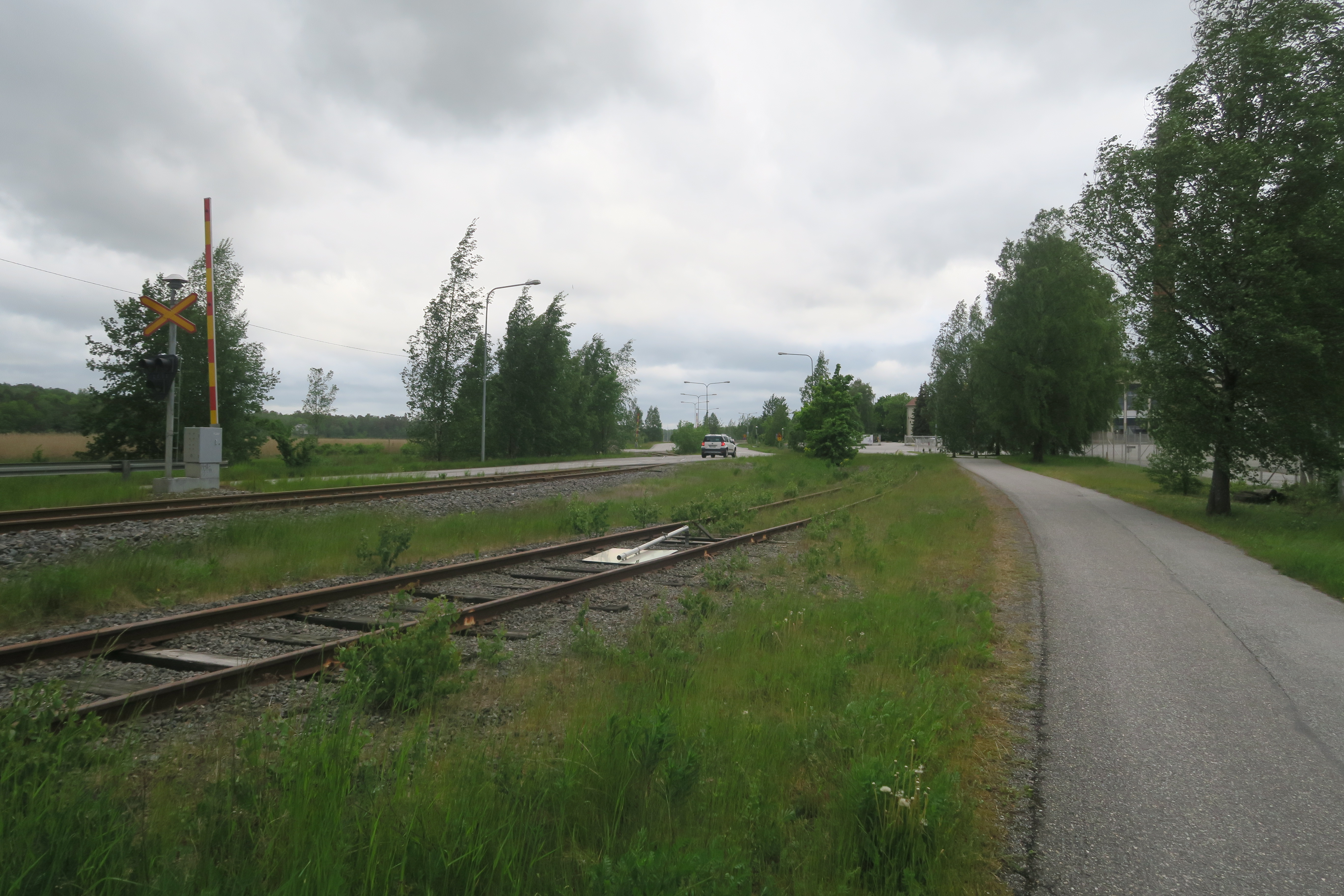
Voie portuaire de Raisio.

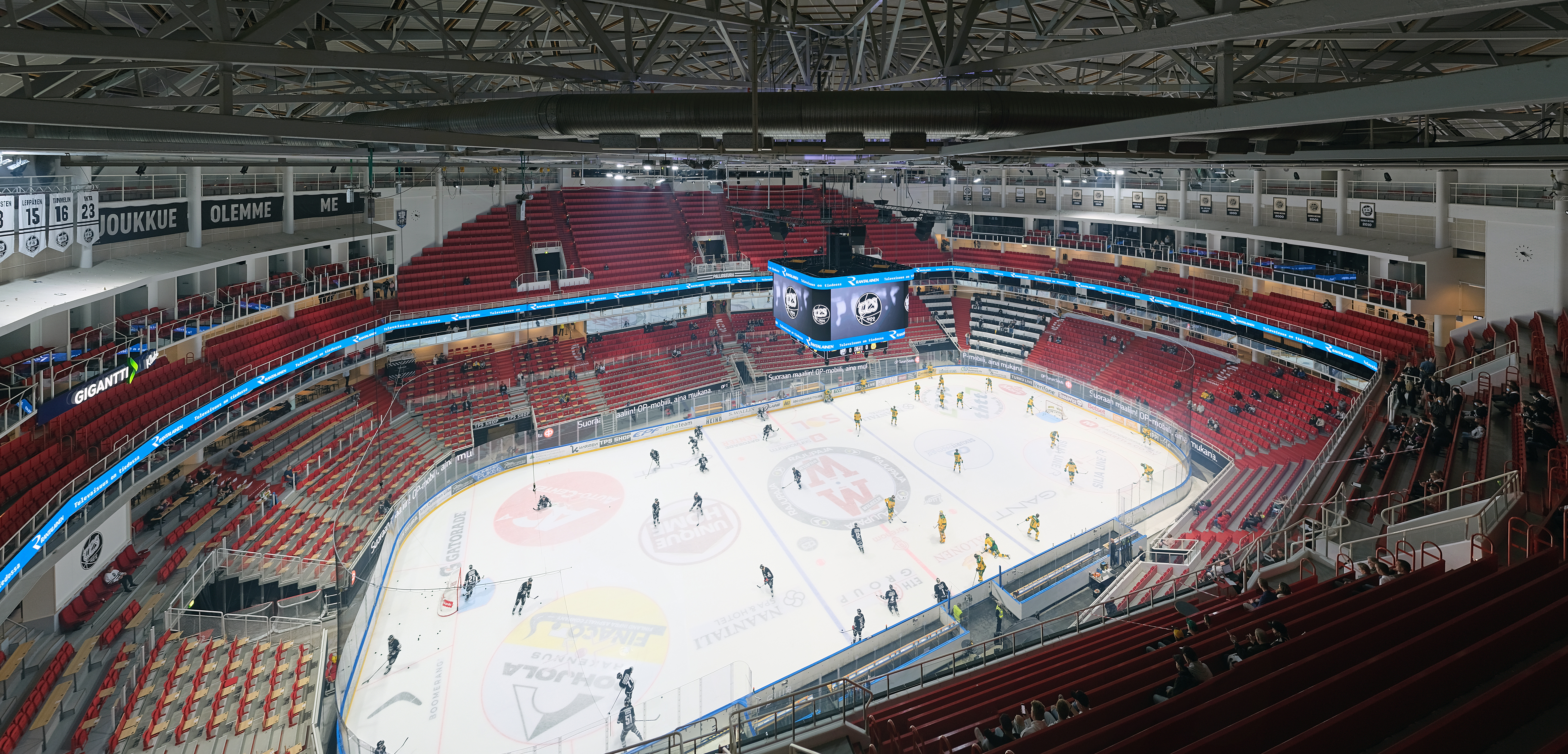
Turkuhalli.